# Carradale
Carradale (schottisch-gälisch Càradal) ist ein Ort auf der Kintyre-Halbinsel in der schottischen Council Area Argyll and Bute. Carradale ist 18 km von Campbeltown entfernt. Im Jahr 1991 hatte es eine Bevölkerung von 563 Einwohnern. Es hat einen Hafen. Es liegt an der B879.

## Persönlichkeiten
Personen mit Beziehung zum Ort:
- Naomi Mitchison (1897–1999), Schriftstellerin